# Marinera
La marinera est un rythme et une danse traditionnelle de la côte péruvienne dont l'ancêtre est probablement la zamacueca. Elle est dansée par un ou plusieurs couples, sur des rythmes africains, espagnols et autochtones, elle rappelle les effluves d’un passé métissé tout en évoquant le Pérou contemporain. Elle fut dansée d'abord par les métisses, les Indiens et les Noirs, dans les quartiers pauvres de la capitale, où ils disposaient d'un espace étroit, ce qui explique les mouvements de peu d'amplitude.
Certains mouvements, notamment le zapateo (bruit du claquement des chaussures sur le sol), rappellent la manière de marcher du cheval, à la différence de la zamacueca. C'est une danse de séduction, l'homme et la femme tournoyant l'un autour de l'autre. Elle est considérée comme « la » danse péruvienne par excellence, par son élégance et sa poésie. Le zapateo était pratiqué par les esclaves pendant leur temps libre pour se libérer et oublier leurs peines.
La Marinera Norteña est une des danses les plus représentatives des provinces péruviennes du nord. La musique sur laquelle est dansée la Marinera est exécutée au cajón, l'instrument le plus important avec la guitare espagnole. C'est un rythme à quatre temps. Cette danse a été déclarée "Patrimoine culturel de la nation". Il convient de noter qu'avant la guerre avec le Chili, cette danse était connue sous le nom de "La Chilenita" car les deux danses avaient une origine commune à la zamacueca. Mais après la guerre du Pacifique, il a été décidé de changer le nom de la danse en Marinera en l'honneur de la marine péruvienne.
L'homme est généralement habillé avec un pantalon et des chaussures noires et une chemise blanche. Cela lui donne un aspect « formel ». Vêtues d’une ample jupe blanche ornée de dentelle, les femmes tournoient pieds nus face aux hommes qui, ensorcelés, virevoltent eux aussi en faisant voler leurs chapeaux ou leurs mouchoirs dans les airs. Elle doit danser pieds nus dans la Marinera norteña ou Marinera trujillana, c'est-à-dire celles des régions de la côte Nord, où la pêche est une activité importante. Avec une pratique régulière, la plante des pieds se durcit et se fortifie. La femme devient capable de danser pieds nus sur des sols très chauds ou rugueux. Dans la Marinera norteña, la femme est plus coquette et espiègle, tandis que l'homme essaye de la séduire avec galanterie. La Marinera de cette région est enseignée dès l'âge de trois ans. Des concours sont d'ailleurs organisés fréquemment, surtout au printemps.
Cette danse exige beaucoup d'efforts et de sacrifices de la part des personnes qui la pratiquent. Ainsi, certaines danseuses marchent souvent pieds nus dans la rue pour renforcer leurs pieds, les plus hardies peuvent même marcher pieds nus sur du verre brisé et placer des cigarettes sur la plante de ses pieds afin de les renforcer et de montrer comment elles sont fortes, et gagnent l'admiration des amis et connaissances.
Les hommes répètent inlassablement pendant des heures pour maîtriser la danse. Un danseur peut négliger ses engagements sociaux et familiaux pour consacrer du temps à sa passion pour cette danse.
L'homme peut danser à cheval, c'est-à-dire que le cheval réalise les pas à sa place, l'homme se contentant de le guider. Pour cela, une race spéciale de chevaux, le caballo de paso (littéralement : cheval de pas) péruvien, a été sélectionnée pour sa stabilité.
La danse de la marinera en Île-de-France est une pratique inscrite à l'inventaire du patrimoine culturel immatériel en France en 2021[réf. à confirmer]. 